# Psammotettix dubovskii
Psammotettix dubovskii är en insektsart som beskrevs av Vilbaste 1960. Psammotettix dubovskii ingår i släktet Psammotettix och familjen dvärgstritar. Inga underarter finns listade i Catalogue of Life.